# Ускршњи лептир
Ускршњи лептир (лат. Zerynthia polyxena) врста је дневног лептира из породице једрилаца (лат. Papilionidae).

## Опис врсте

### Опис одрасле јединке
Распон крила одраслих јединки износи од 50—56mm. Полни диморфизам је слабо изражен. Препознатљив је по црној цик-цак шари која се простире дуж спољних рубова крила. Боја крила се креће од беле до крем, а крила су испресецана црном правилном мрежом. Задња крила са горње стране имају неколико црвених поља, док се доње стране и предњих и задњих крила постоје црвене ознаке и линије које уоквирују црну цик-цак шару. Глава и торакс су прекривени црним и црвеним длачицама. Абдомен је црн са равномерно распоређеним белим и црвеним длачицама.

### Опис гусенице
Боја гусенице овог лептира је варијабилна али увек у нијансама жуте или наранџасте. Са дорзалне стране гусеница на сваком чланку има по два наранџаста израштаја са црним врхом, који су прекривени ситним длачицама. Овакви израштаји налазе се и са латералне стране, а улога им је да у комбинацији са јарким бојама гусенице одбију предаторе. Гусеница се најчешће храни вучјом јабуком (Aristolochia clematitis), која је отровна, па је и гусеница самим тим отровна, те је предатори најчешће избегавају. На већим висинама је забележена и на биљци јужној кокотињи (Aristolochia pallida).

### Опис лутке
Лутке овог лептира су издужене, боја доста варира али увек је у нијансама крем или смеђе боје.

### Опис јајашца
Јајашца овог лептира су округла, у почетку крем боје, након пар дана бистра течност у јајашцету се замути и постане готово црна, потом се излежу младе гусенице. Јајашца најчешће бивају положена на листове, са лица или наличја, ређе на стаблу. Готово увек бива положено два или више јајашаца.

## Распрострањеност и станиште

### Распрострањеност
Овај лептир насељава већи део Европе (Апенинско полуострво, Балканско полуострво), Малу Азију, југ Казахстана и Урал. Одсутан је са Пиринејског полуострва, Скандинавије, Велике Британије, Републике Ирске, Исланда, Летоније, Литваније, Естоније.

### Распрострањеност у Србији
Овај лептир је присутан у већем делу Србије, насељава Горње Подунавље, обале Дунава, околину Београда, Делиблатску пешчару, већи део Шумадије, Стару планину, долину Велике, Јужне и Западне Мораве, Косово и Метохију. Није пронађен на Пештерској висоравни, као ни у деловима Србије где је врло изражена употреба пестицида и инсектицида.

### Станиште
Типична станишта су подручја покрај водених површина, али се неретко среће на зараслим ливадама и пољопривредном земљишту, а залази и у љутска насеља. Практично их има свуда где расту биљке хранитељке из рода Aristolochia и ретко се удаљава од ње. У избору станишта и биљке веома личи на сродног ђурђевданског лептира. Међутим, недавна студија је показала да се ускршњи лептир чешће среће у близини река или на парцелама, за разлику од сродног, ђурђевданског лептира који је чешћи у близини људских насеља.